# Oremandsgård
Oremandsgaard er en gammel hovedgård, som nævnes første gang i 1356. Gården ligger i Allerslev Sogn i Vordingborg Kommune. Den nuværende hovedbygning er opført i 1933 ved Mogens Clemmensen
Oremandsgaard Gods er på 916 ha (inkl. 60 ha tilforpagtet), og er beliggende 7 km syd for Præstø. Fra  1977 omlagde Daniel Hage hele landbruget  på Gammel Oremandsgaard (100 ha) til økologi. I dag dyrkes hele landbruget økologisk med korn, frø, raps, kløvergræs, byg og ærter. 
Til godset er knyttet 20 udlejningsboliger. Herunder Oremandsgaard Snitteskole, hvor den velrenommerede Oremandsgaard Kammermusikfest arrangeres af familien Hage. 

## Ejere af Oremandsgaard
- (1330-1356) Peder Bekere
- (1356-1761) Kronen
- (1761-1785) Henrik Adam Brockenhuus
- (1785-1795) Niels Lunde Reiersen
- (1795-1803) Hans Petersen
- (1803-1824) Peter Benedikt Petersen
- (1824) Slægten Petersen
- (1824-1827) Peter Nicolaj Arboe
- (1827-1846) Anne Cathrine Collett gift Arboe
- (1846-1860) Peter Collett
- (1860-1872) Peter Anton Alfred Hage
- (1872-1919) Alfred Peter Anton Hage
- (1919-1947) Christoffer Friedenreich Hage
- (1947-1963) Thyra Konow gift Hage
- (1963-2013) Daniel Friedenreich Hage
- (2013-) August Friedenreich Hage